# Maurice Engst
Maurice Engst (* 31. Mai 1999 in Berlin) ist ein deutscher Schauspieler.

## Biografie
Maurice Engst spielte erstmals in einem Werbespot für die Berliner Sparkasse im Jahr 2006 mit. Danach spielte er eine kleine Nebenrolle in der 10. Staffel der Jugendserie Schloss Einstein. Eine seiner bekannteren Rollen war die des Emanuel Reichert, den er 2008–2011 in der Filmreihe Alles was recht ist darstellte.

## Filmografie
- 2007: Schloss Einstein (Serie)
- 2008: FunnyMovie (Serie)
- 2009: Kinder des Sturms (Film)
- 2011: Alles was recht ist – Sein oder Nichtsein
- 2014: Innenkind (Film)